# Atrichopogon aterrimus
Atrichopogon aterrimus är en tvåvingeart som beskrevs av Jean-Jacques Kieffer 1913. Atrichopogon aterrimus ingår i släktet Atrichopogon och familjen svidknott. Inga underarter finns listade i Catalogue of Life.